# Särvsläktet
Särvsläktet (Ceratophyllum) är ett släkte av gömfröväxter som finns över hela världen. De finns vanligen i ganska stilla vatten eller våtmarker i tropiska eller tempererade områden. Särvarna är vattenväxter och tål inte torka. De har inga rötter, men kan ibland utveckla blad som ser ut som rötter, och som förankrar växten i vattenbotten. Blommorna är små och oansenliga och han- och honblommor finns på samma planta.
Eftersom särvarna producerar mycket syre är de vanliga i sötvattenakvarium. Där är de också ett bra skydd för fiskyngel.
Släktet är det enda i familjen särvväxter, som i sin tur är den enda familjen i ordningen Ceratophyllales. Denna ordning är troligen närmast släkt med andra trikolpater, men är tills vidare inte placerad bland dem. Indelningen i arter är inte helt klarlagd. Det finns två huvudarter, hornsärv och vårtsärv. Fler än 30 arter har beskrivits, men det är troligt att de flesta av dem är varieteter av de två huvudarterna.

## Taxonomi
Arter enligt Catalogue of Life:
- hornsärv (Ceratophyllum demersum)
- Ceratophyllum echinatum
- Ceratophyllum muricatum
- Ceratophyllum platyacanthum
- vårtsärv (Ceratophyllum submersum)